# Comarca de Cabedelo
A Comarca de Cabedelo é uma comarca de terceira entrância.
Faz parte da 1ª Região localizada no município de Cabedelo, no estado da Paraíba, Brasil, há 18 quilômetros da capital.
Está integrada com as comarcas de João Pessoa, Bayeux e Santa Rita.
No ano de 2016, o número de eleitores inscritos na referida comarca foi de 49 325.